# لويز جونيور
لويز جونيور (بالبرتغالية: Luiz Carlos Caetano de Azevedo Júnior‏) هو لاعب كرة قدم برازيلي في مركز الهجوم، ولد في 23 أبريل 1990 في نيتيروي في البرازيل. لعب مع بوتافوغو ريغاتاس ونادي بانغو أتلتيكو.

## وصلات خارجية
- لويز جونيور على موقع قاعدة بيانات كرة القدم.إي يو (الإنجليزية)
- لويز جونيور على موقع Soccerway.com (الإنجليزية)